# Cedric Makiadi
Mapuata Cédric Makiadi (Kinshasa, 23 de febrero de 1984) es un exfutbolista congoleño que jugaba como mediocampista.

## Selección nacional
Fue internacional con la selección de fútbol de la República Democrática del Congo en 26 partidos y anotó dos goles por dicho seleccionado.

## Vida personal
Pese a que nació en Kinshasa, en su país natal República Democrática del Congo, Makiadi emigró a los 8 años de edad a Alemania (país donde ha realizado su carrera futbolística). Incluso su padre Richard Mapuata N'Kiambi y sus hermanos Fabrice y Matondo, también son futbolistas.

## Clubes
| Club           | País     | Año       |
| -------------- | -------- | --------- |
| VfB Lübeck     | Alemania | 1998-2002 |
| VfL Wolfsburgo | Alemania | 2002-2007 |
| MSV Duisburgo  | Alemania | 2008-2009 |
| SC Friburgo    | Alemania | 2009-2013 |
| Werder Bremen  | Alemania | 2013-2015 |
| Rizespor       | Turquía  | 2015-2016 |